# Guillaume Grandidier
Guillaume Grandidier (1873 – 1957) è stato un geografo, etnologo e zoologo francese, noto soprattutto per i suoi studi sul Madagascar.
Figlio di Alfred Grandidier, collaborò con il padre e con altri studiosi come Alphonse Milne-Edwards e Léon Vaillant alla stesura dell'opera L'Histoire politique, physique et naturelle de Madagascar, monumentale opera in 40 volumi.